# Osmylites latus
Osmylites latus là một loài côn trùng trong họ Osmylitidae thuộc bộ Neuroptera. Loài này được Panfilov in Dolin et al. miêu tả năm 1980.